# Star Wars: I signori dei Sith
Star Wars: I signori dei Sith (in inglese Star Wars: Lords of the Sith), noto anche come I signori dei Sith, è un romanzo di fantascienza di Paul S. Kemp, ambientato nell'universo di Guerre stellari, pubblicato il 28 aprile 2015.
Situato tra La vendetta dei Sith e il romanzo Tarkin, la storia vede come protagonisti Dart Fener e l'Imperatore Palpatine scontrarsi contro alcuni rivoluzionari. Il libro è stato uno dei primi quattro romanzi del franchise pubblicati dopo che la Lucasfilm ha ridefinito il canone nel mese di aprile del 2014. Il romanzo è stato pubblicato in italiano il 7 dicembre 2016.

## Storia editoriale
Con l'acquisizione della Lucasfilm nel 2012 da parte della The Walt Disney Company, la maggior parte dei romanzi e fumetti di Guerre stellari dal 1977 è stata inseriti nell'universo espanso sotto il nome di Star Wars Legends. Il romanzo è stato successivamente annunciato come uno dei primi quattro romanzi canonici che sarebbero dovuto essere pubblicati nel 2014 e 2015.

## Trama
I Signori Oscuri dei Sith Dart Fener e il suo maestro Palpatine si ritrovano braccati dai rivoluzionari twi'lek sul pianeta Ryloth.